# Легіслатура штату Аризона
Легіслатура штату Аризона (англ. Arizona State Legislature) — законодавчий орган американського штату Аризона. Легіслатура є двопалатною, вона складається із Сенату, який є верхньою палатою, та з Палати представників, яка є нижньою палатою. Легіслатура складається із 90 депутатів і збирається в Капітолійському комплексі в столиці штату, місті Фінікс. Законодавчий орган було створено відповідно до Конституції штату Аризона в 1912 році, в тому ж році коли Аризона перетворилась із території на штат. До 1950 року легіслатура збиралась раз на два роки, зараз вона збирається щорічно.
Виборчі округи штату Аризона відрізняються від таких в більшості інших штатів. Штат поділений на 30 виборчих округів, в кожному обирають по одному сенатору та по два представники. Одна особа може бути депутатом однієї з палат легіслатури не більше восьми років під ряд. Після перебування у палаті протягом восьми років, особа може балотуватись до іншої палати або через два роки балотуватись до тієї ж.

## Історія

### До отримання статусу штату
Конгрес США в 1850 році сформував Територію Нью-Мексико, яка складалась із земель які тепер є північною частиною Аризони (на північ від річки Гіла), а також частиною штатів Нью-Мексико, Колорадо та Невада. В 1853 році територія була розширена завдяки Покупці Гадсдена, яка додала до Території близько 77 700 квадратних кілометрів землі на південь від річки Гіла і сформувала сучасний кордон США із Мексикою. В 1863 році Президент Авраам Лінкольн підписав закон про створення Території Аризона. В 1864 році перша територіальна легіслатура зібралася в місті Прескотт, яке було першою столицею території. Пізніше, столицю було перенесено до міста Тусон, потім назад до Прескотта, поки столицею остаточно не стало місто Фінікс в 1889 році.

### Ранні роки в статусі штату
Президент Вільям Говард Тафт 20 червня 1910 року підписав акт, який дозволив Території Аризона провести конституційну конвенцію. Обрані по всьому штату делегати зібрались в місті Фінікс, столиці території, 10 жовтня 1910 щоб скласти проєкт Конституції штату Аризона. Хоч конституційні положення про сухий закон і право голосу для жінок були відхилені, виборці додали обидва цих положення протягом перших декількох років існування штату. Нова конституція була ратифікована виборцями 9 лютого 1911 і Аризона отримала статус штату 14 лютого 1912.
Перше скликання Легіслатури штату Аризона мало 19 сенаторів та 35 представників, які вперше зібрались 18 березня 1912. Легіслатура збиралась кожні два роки, поки в 1950 році не була ухвалена зміна до конституції штату, яка змусила легіслатуру збиратися щорічно.

## Законодавчий процес
Обов'язком Легіслатури штату Аризона є створення законів штату Аризона. Першим кроком в законодавчому процесі є подання законопроєкту. Спочатку депутат має надіслати запит на законопроєкт до юридичного відділу. Далі законопроєкт проходить три чи чотири читання. Під час першого читання законопроєкт закріплюється за певним комітетом. Комітет може внести зміни до законопроєкту або затримати його тим самим позбавивши його можливості рухатись далі. Після проходження комітетів, законопроєкт проходить друге та третє читання, а далі вся палата проводить остаточне голосування по ньому. Після того, як законопроєкт буде проголосований в одній палаті, він направляється на розгляд до іншої. Якщо інша палата затверджує законопроєкт без змін, він направляється на підпис до губернатора, який може підписати законопроєкт, тим самим перетворивши його на закон, або ветувати його, але законодавці можуть подолати вето трьома п'ятими голосів в кожній палаті. Якщо друга палата вносить зміни до законопроєкту переданого їй першою палатою, перша палата може або погодитись на зміни, або створити двопалатний комітет із пошуку консенсусу. Легіслатура після затвердження законопроєкту можу замість направлення його до губернатора виставити його на затвердження виборцями.

## Членство

### Виборчі округи
В штаті Аризона є 30 виборчих округів, які є багатомандатними. В кожному окрузі обирають одного сенатора і двох представників на дворічні терміни. Поєднання виборчих округів верхньої та нижньої палати в один виборчий округ називається «гніздуванням» (англ. nesting) і застосовується лише в шести інших штатах: Айдахо, Вашингтон, Меріленд, Нью-Джерсі, Південна Дакота та Північна Дакота.

### Обмеження термінів
Відповідно до статті 4 частини 2 розділу 21 Конституції штату Аризона, члени Легіслатури штату Аризона обираються на дворічні терміни і підлягають обмеженню кількості термінів. Вони можуть працювати в кожній із палат не більше чотирьох термінів (восьми років) під ряд. Однак, після досягнення ліміту у чотири терміни, особа може знову обиратись до тієї ж палати після перерви у два роки. Депутати які досягли ліміту часто балотуються на інші посади штату, або ж балотуються до іншої палати.